# Pilatus P-2

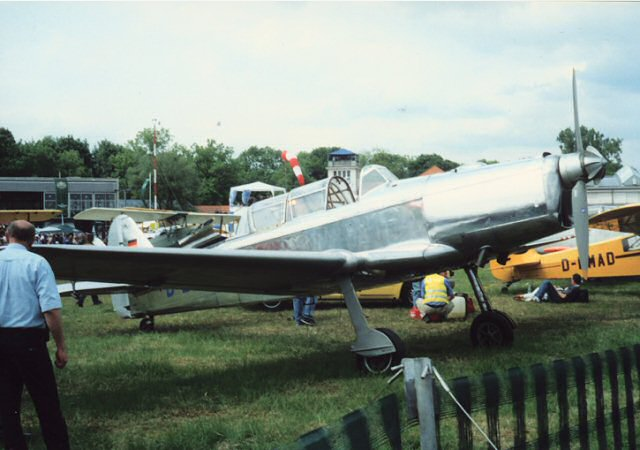
Un Pilatus P-2 in condizioni di volo.

Il Pilatus P-2 era un monomotore da addestramento biposto ad ala bassa prodotto dall'azienda svizzera Pilatus Aircraft Ltd negli anni quaranta ed utilizzato dalle Forze Aeree Svizzere dal 1946 fino al 1979.

## Storia del progetto
All'inizio degli anni quaranta la componente aerea delle forze militari elvetiche si ritrovò nella necessità di rimpiazzare il parco velivoli destinati all'addestramento dei propri piloti, basato ancora su velivoli oramai sorpassati e di produzione straniera. Il coinvolgimento delle potenziali aziende fornitrici nelle vicende belliche legate alla seconda guerra mondiale, in particolare l'impossibilità di ricevere, per mancanza di disponibilità da Germania ed Italia degli Arado Ar 96B e SAI Ambrosini S.7, costrinse a tentare di acquisire un contratto di produzione su licenza per i due modelli che però non andò a buon fine. Per risolvere il problema una soluzione era quella di affidare il progetto e la realizzazione di un sostituto nazionale che ricoprisse quel ruolo.
Nel 1942 la Pilatus Aircraft iniziò la fase di progettazione del nuovo velivolo al quale venne assegnata la designazione Pilatus P-2, la quale si protrasse per i successivi anni fino alla realizzazione del primo prototipo, portato in volo per la prima volta il 27 aprile 1945.

## Tecnica
Il P-2 era un velivolo leggero, progettato per utilizzare parte delle strutture del più famoso aereo da caccia Messerschmitt Bf 109. La fusoliera del Bf 109 era abbinata ad un motore Argus As 410 da 472 CV (347 kW) che gli permetteva di raggiungere la velocità massima di 320 km/h. Il carrello di atterraggio, anch'esso di provenienza Bf 109, era retrattile ma, a differenza del caccia, si richiudeva verso l'interno per assicurare una maggiore stabilità durante le manovre di atterraggio. Alcuni P-2 furono dotati di mitragliatrici provenienti anch'esse da Bf 109 radiati.

## Impiego operativo
Dopo il primo periodo prova in condizioni operative effettuato con il prototipo i 52 esemplari di serie, prodotti in due lotti il primo nel 1947 ed il secondo nel 1949, vennero consegnati presso i reparti di addestramento delle Forze aeree svizzere. Il modello rimase in servizio fino al 1979, anno in cui fu radiato ed accantonato in attesa di essere ceduto sul mercato dell'aviazione civile. Nel maggio 1981, in un'asta pubblica tenuta a Dübendorf, furono 23 gli esemplari acquistati.

## Versioni
P-2-01
designazione del primo prototipo (marche HB-GAB/A-101/U-101), equipaggiato con un motore V12 Argus As 410 raffreddato ad aria.
P-2-02
cellula destinata a prove statiche.
P-2-03
prototipo, motorizzato con un Hispano-Suiza HS-12Mb, sempre un V12 ma raffreddato a liquido visivamente caratterizzato dalla presenza di un vistoso radiatore ventrale.
P-2-04
versione armata del P-2-03.
P-2-05
versione non armata di produzione in serie ed equipaggiata con motore Argus, 26 esemplari consegnati alle Forze Aeree Svizzere.
P-2-06
versione armata di produzione in serie ed equipaggiata con motore Argus, 26 esemplari consegnati alle Forze Aeree Svizzere.

## Curiosità

### Cinema
Dopo la radiazione del servizio i P-2 sono stati utilizzati in numerosi film sulla seconda guerra mondiale ma la sua apparizione più famosa riguarda Indiana Jones e l'ultima crociata nel quale veste il ruolo di caccia parassita che tenta di abbattere quello guidato da Henry Jr. Indy e dal padre Henry Jones. È comunque un errore storico in quanto nel film era dipinto nella livrea Luftwaffe mentre non avrebbe mai potuto servire in quella forza aerea per la data del suo primo volo quando oramai il secondo conflitto mondiale era a qualche giorno dalla sua conclusione.

## Utilizzatori

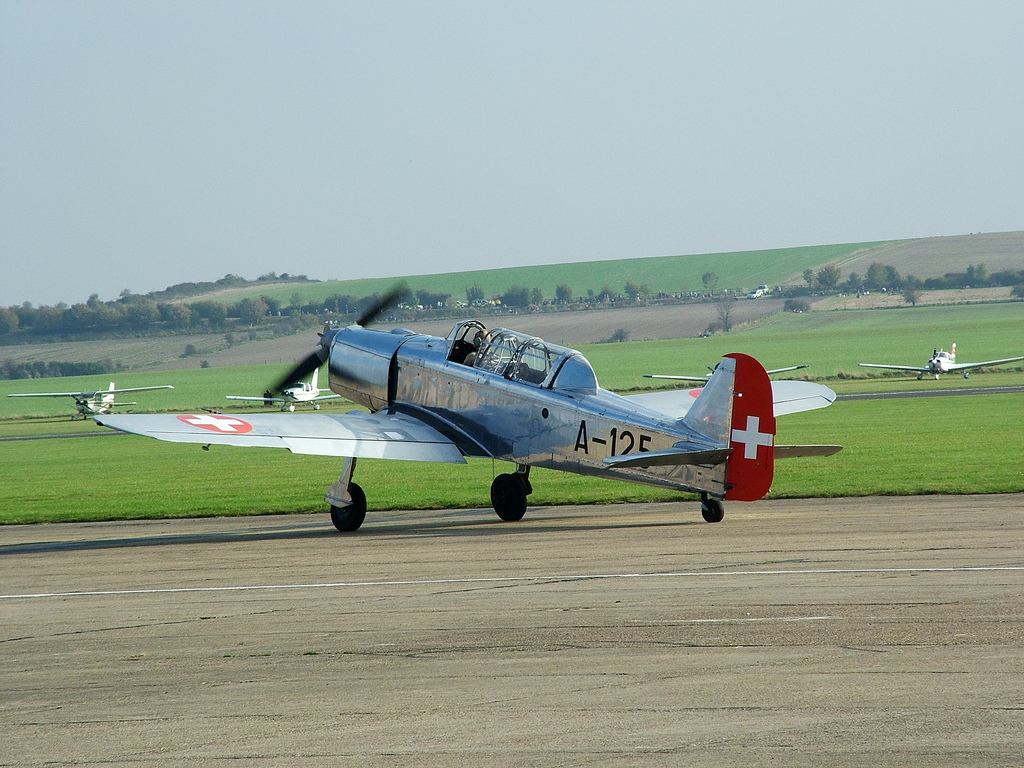
Il Pilatus P-2/05 marche militari A-125 ex Forze aeree svizzere in fase di decollo.

Svizzera
- Forze aeree svizzere